# Quatrième circonscription de la préfecture d'Aichi
La quatrième circonscription de la préfecture d'Aichi (愛知県第4区, Aichi-ken dai-yon-ku) est l'une des seize circonscriptions législatives que compte la préfecture d'Aichi au Japon.

## Description géographique
Entre 1994 et 2002, la quatrième circonscription de la préfecture d'Aichi correspondait aux arrondissements de Mizuho, Minato et Minami  de la ville de Nagoya.
Depuis 2002, elle comprend les mêmes unités administratives ainsi que l'arrondissement d'Atsuta,.

## Députés
| Législature | Début de mandat | Fin de mandat | Député élu       | Parti politique | Parti politique |
| ----------- | --------------- | ------------- | ---------------- | --------------- | --------------- |
| 41e         | 1996            | 2000          | Jun Misawa (ja)  |                 | Shinshintō      |
| 42e         | 2000            | 2003          | Yoshio Maki (ja) |                 | PDJ             |
| 43e         | 2003            | 2005          | Yoshio Maki (ja) |                 | PDJ             |
| 44e         | 2005            | 2009          | Yoshio Maki (ja) |                 | PDJ             |
| 45e         | 2009            | 2012          | Yoshio Maki (ja) |                 | PDJ             |
| 46e         | 2012            | 2014          | Shōzō Kudō (ja)  |                 | PLD             |
| 47e         | 2014            | 2017          | Shōzō Kudō (ja)  |                 | PLD             |
| 48e         | 2017            | 2021          | Shōzō Kudō (ja)  |                 | PLD             |
| 49e         | 2021            | 2024          | Shōzō Kudō (ja)  |                 | PLD             |
| 50e         | 2024            | -             | Yoshio Maki      |                 | PDC             |